# Коллье, Джейк
Родни Джейкоб «Джейк» Коллье (англ. Rodney Jacob "Jake" Collier) (род. 23 октября 1988 г. Сент-Луис) — американский боец смешанных единоборств, выступающий в тяжелом весе UFC.

## Биография
В 20-летнем возрасте Джейк работал сварщиком и весил 122 кг. Это подтолкнуло его заниматься Бразильским Джиу Джитсу чтобы сбросить вес. Первый свой бой проиграл, но это лишь подтолкнуло его продолжать заниматься смешанными единоборствами.

## Карьера в смешанных единоборствах
Установив любительский рекорд 12-2, Коллье дебютировал как профессионал в ноябре 2010 года. Он выступал в основном за региональные организации своего родного штата Миссури. Он установил рекорд 7-1, прежде чем подписать контракт с UFC после финиша Габриэля Чекко в первом раунде на RFA 19.

## UFC
Коллье дебютировал в промоушене против Витора Миранды 20 декабря 2014 года на турнире UFC Fight Night 58. Он проиграл бой техническим нокаутом на последних секундах первого раунда.
Затем Колье встретился с Рикардо Абреу 6 июня 2015 года на турнире UFC Fight Night 68, заменив травмированного Даниэля Сарафяна. Кольер выиграл бой раздельным решением судей.
Коллье встретился с вернувшимся ветераном Ян Донги 28 ноября 2015 года на турнире UFC Fight Night 79. Он проиграл бой техническим нокаутом во втором раунде.
В следующий раз Коллье встретился с новичком в промоушене Альберто Уда 29 мая 2016 года на турнире UFC Fight Night 88. Он выиграл бой техническим нокаутом во втором раунде и был награждён премией « Выступление вечера».
Ожидалось, что Коллье сразится с Джошем Стэнсбери в полутяжелом весе 3 декабря 2016 года на The Ultimate Fighter 24 Finale. Тем не менее, Коллье выбыл из боя в конце октября, сославшись на травму, и был заменен Девином Кларком.
Коллье встретился с Девином Кларком 15 апреля 2017 года на UFC on Fox 24. Он проиграл бой единогласным решением судей.
Коллье встретился с Марселем Фортуной 11 ноября 2017 года на турнире UFC Fight Night: Poirier vs. Pettis. Он выиграл бой единогласным решением судей.
Коллье должен был сразиться с Марчином Прахнио 24 февраля 2018 года на турнире UFC on Fox 28. Однако 4 января 2018 года он был вынужден отказаться от боя из-за травмы.
16 февраля 2019 года было объявлено, что Коллье дал положительный результат на хигенамин во время внесоревновательного теста, за что он был отстранен на десять месяцев, и он снова получит право участвовать в соревнованиях 27 октября 2019 года.
Коллье должен был сразиться с Томом Аспиналлом в бою в супертяжелом весе 21 марта 2020 года на турнире UFC Fight Night: Woodley vs. Edwards после более чем двухлетнего отсутствия в UFC. Однако из-за пандемии COVID-19 мероприятие было отменено. Впоследствии пара осталась нетронутой и состоялась 25 июля 2020 года на турнире UFC on ESPN 14. Он проиграл бой техническим нокаутом в первом раунде.
Коллье встретился с Джаном Вилланте 5 декабря 2020 года на турнире UFC on ESPN 19. Он выиграл бой единогласным решением судей.
Коллье встретился с Карлосом Фелипе 12 июня 2021 года на турнире UFC 263. Он проиграл бой раздельным решением судей.
Кольер встретился с Чейзом Шерманом 15 января 2022 года на турнире UFC on ESPN 32. Он выиграл бой удушающим приемом сзади в первом раунде. Эта победа принесла ему награду Выступление ночи.
В качестве первого боя по его новому контракту на четыре боя Коллье должен был встретиться с Джастином Тафой 30 апреля 2022 года на турнире UFC on ESPN 35. Однако Тафа снялся с мероприятия по неизвестным причинам, и его заменил Андрей Орловский. Он проиграл бой раздельным решением судей.

## Личная жизнь
Коллье растит трёх сыновей.

## Рекорд смешанных единоборств
| Боёв 23  | Побед 13 | Поражений 10 |
| -------- | -------- | ------------ |
| Нокаутом | 5        | 4            |
| Сдачей   | 4        | 1            |
| Решением | 4        | 5            |

| Результат | Рекорд | Соперник         | Способ                           | Турнир                                   | Дата             | Раунд | Время | Место                               | Примечание                      |
| --------- | ------ | ---------------- | -------------------------------- | ---------------------------------------- | ---------------- | ----- | ----- | ----------------------------------- | ------------------------------- |
| Поражение | 13-10  | Моххамед Усман   | Единогласное решение             | UFC Fight Night: Физиев vs. Гамрот       | 23 сентября 2023 | 3     | 5:00  | Лас-Вегас, Невада, США              |                                 |
| Поражение | 13-9   | Мартин Будай     | Единогласное решение             | UFC on ESPN: Сун vs. Симон               | 29 апреля 2023   | 3     | 5:00  | Лас-Вегас, Невада, США              |                                 |
| Поражение | 13-8   | Крис Барнетт     | TKO (удары)                      | UFC 279                                  | 10 сентября 2022 | 2     | 2:24  | Лас-Вегас, Невада, США              |                                 |
| Поражение | 13-7   | Андрей Орловский | Решение (раздельное)             | UFC on ESPN: Фонт vs. Вера               | 30 апреля 2022   | 3     | 5:00  | Лас-Вегас, США                      |                                 |
| Победа    | 13-6   | Чейз Шерман      | Самбишн (удушение сзади)         | UFC on ESPN: Каттар vs. Чикадзе          | 15 января 2022   | 1     | 2:26  | Лас-Вегас, США                      | Выступление ночи.               |
| Поражение | 12-6   | Карлос Фелипе    | Решение (раздельное)             | UFC 263                                  | 12 июня 2021     | 3     | 5:00  | Глендейл (Аризона), США             |                                 |
| Победа    | 12-5   | Джан Вилланте    | Решение (единогласное)           | UFC on ESPN: Херманссон vs. Веттори      | 5 декабря 2020   | 3     | 5:00  | Лас-Вегас, США                      |                                 |
| Поражение | 11-5   | Том Аспинелл     | TKO (удары)                      | UFC on ESPN: Уиттакер vs. Тилл           | 26 июля 2020     | 1     | 0:45  | Абу-Даби, ОАЭ                       | Дебют в тяжелом весе.           |
| Победа    | 11-4   | Марсель Фортуна  | Решение (единогласное)           | UFC Fight Night: Порье vs. Петтис        | 11 ноября 2017   | 3     | 5:00  | Норфолк (Виргиния), США             |                                 |
| Поражение | 10-4   | Кларк Девин      | Решение (единогласное)           | UFC on Fox: Джонсон vs. Реис             | 15 апреля 2017   | 3     | 5:00  | Канзас-Сити (Миссури), США          | Дебют в полутяжелом весе.       |
| Победа    | 10-3   | Альберто Уда     | TKO (удар коленом и по корпусу)  | UFC Fight Night: Алмейда vs. Гардбрант   | 29 мая 2016      | 2     | 1:06  | Лас-Вегас, США                      | Выступление ночи.               |
| Поражение | 9-3    | Ян Донги         | TKO (удары)                      | UFC Fight Night: Хендерсон vs. Масвидаль | 28 ноября 2015   | 2     | 1:50  | Сеул, Южная Корея                   |                                 |
| Победа    | 9-2    | Рикарду Абреу    | Решение (раздельное)             | UFC Fight Night: Бойтч vs. Хендерсон     | 6 июня 2015      | 3     | 5:00  | Новый Орлеан, США                   |                                 |
| Поражение | 8-2    | Витор Миранда    | TKO (удар в голову и добивание)  | UFC Fight Night: Мачида vs. Доллуэй      | 20 декабря 2014  | 1     | 4:59  | Баруэри, Бразилия                   |                                 |
| Победа    | 8-1    | Габриель Чекко   | Самбишн (удушение сзади)         | RFA 19                                   | 10 октября 2014  | 1     | 4:27  | Прайор-Лейк, США                    | Выиграл пояс среднего веса RFA. |
| Победа    | 7-1    | Куартус Ститт    | Самбишн (гильотина)              | Rumble Times Promotions                  | 3 мая 2013       | 1     | 1:32  | Сент-Чарльз, Миссури, США           |                                 |
| Победа    | 6-1    | Калли Батерфилд  | Решение (единогласное)           | Rumble Times Promotions                  | 26 октября 2012  | 3     | 5:00  | Сент-Чарльз, Миссури, United States |                                 |
| Победа    | 5-1    | Син Хаффман      | TKO (удары)                      | Cage Championships 38                    | 23 июня 2012     | 1     | 0:48  | Салливан, Миссури, США              |                                 |
| Победа    | 4-1    | Джеймс Вейд      | TKO (удары)                      | Cage Championships 37                    | 7 апреля 2012    | 1     | 1:22  | Вашингтон, Миссури, США             |                                 |
| Поражение | 3-1    | Кельвин Тиллер   | Самбишн (удушение треугольником) | Fight Me MMA                             | 13 января 2012   | 1     | 4:40  | Сент-Чарльз, Миссури, США           |                                 |
| Победа    | 3-0    | Дэн МакГлэссон   | KO (удар)                        | Fight Me MMA                             | 13 августа 2011  | 1     | 1:26  | Сент-Чарльз, Миссури, США           |                                 |
| Победа    | 2-0    | Даррил Кобб      | Самбишн (удушение сзади)         | Rumble Time Promotions                   | 15 апреля 2011   | 3     | 4:08  | Сент-Чарльз, Миссури, США           |                                 |
| Победа    | 1-0    | Джеймс Вейд      | TKO (удары)                      | Rumble Time Promotions                   | 19 ноября 2010   | 1     | 2:05  | Сент-Чарльз, Миссури, США           |                                 |